# Stadio Isotopico Marino 11

5 milioni di anni di storia, in rappresentanza del Benthic Stack Lisiecki e Raymo (2005) LR04

Lo Stadio Isotopico Marino 11 (o MIS 11, dall'inglese "Marine Isotope Stage 11")  è un periodo interglaciale tra circa 424 e 374 ka BP ("kiloanni Before Present", ovvero "migliaia di anni fa"). Corrisponde al periodo caldo fra le glaciazioni Mindel e Riss sulle Alpi, all'Holsteiniano in Europa centrale e, grossomodo, allo stadio Hoxniano in Gran Bretagna.
I periodi interglaciali avvenuti durante il Pleistocene vengono studiati per comprendere meglio il clima presente e futuro. Per l'appunto, l'interglaciale odierno (Olocene - MIS 1) e il MIS 11 vengono spesso confrontati per via soprattutto di importanti somiglianze nella loro configurazione orbitale (vedi più in basso "Caratteristiche astronomiche").

## Caratteristiche
Il MIS 11 è probabilmente l'intervallo interglaciale più lungo e più caldo per lo meno degli ultimi 800.000 anni. Inizia al termine (o al principio, o a metà, a seconda dei criteri adottati per la definizione di interglaciale) della Terminazione V (circa 427-424 ka BP), cioè del riscaldamento che avviene alla fine del MIS 12, il periodo glaciale precedente. Questa è la terminazione di massima ampiezza (in termini di variazione relativa della serie di δ18O marino derivata dai foraminiferi bentonici) degli ultimi 5 milioni di anni e forse è durato il doppio delle altre fasi interglaciali. 
MIS 11 è caratterizzato da temperature complessivamente calde della superficie del mare alle alte latitudini, forte circolazione termoalina, fioriture insolite di plancton calcareo alle alte latitudini, livello del mare più alto dell'attuale, espansione della barriera corallina con conseguente accumulo allargato di carbonati neritici e pelagico generalmente povero, conservazione dei carbonati e forte dissoluzione in alcune aree. MIS 11 è considerato il periodo interglaciale più caldo degli ultimi 500.000 anni.